# سرزمین عشق (فیلم ۲۰۲۲)
سرزمین عشق (به انگلیسی: Loveland) یک فیلم سینمایی علمی تخیلی و داستانی استرالیایی به نویسندگی، تدوین و کارگردانی ایوان سن با بازی رایان کوانتن و هوگو ویوینگ و جیلیان نگوین است. این فیلم در ۱۸ مارس ۲۰۲۲ منتشر شد.

## داستان
جک، یک مزدور تازه‌کار، ناگهان متوجه می‌شود که بدنش به طور غیرقابل توضیحی در حال تخریب است. در حالی که ربات‌سازها به دنبال او هستند، برای پیدا کردن راه‌حلی به دکتر برگمن، دانشمندی منزوی و متخصص، مراجعه می‌کند تا راز این مشکل پیچیده را کشف کند.

## بازیگران
- رایان کوانتن در نقش جک
- هوگو ویوینگ در نقش دکتر برگمن
- جیلیان نگوین در نقش آوریل
- دیوید فیلد در نقش سام
- تیم لو
- ماتور فرانک
- اندرو نگ